# 10264 Marov
10264 Marov este un asteroid din centura principală de asteroizi.

## Descriere
10264 Marov este un asteroid din centura principală de asteroizi. A fost descoperit pe 8 august 1978 la Observatorul de Astrofizică din Crimeea de Nikolai Cernîh. El prezintă o orbită caracterizată de o semiaxă mare de 3,21 ua, o excentricitate de 0,18 și o înclinație de 0,3° în raport cu ecliptica.